# タサン志麻
タサン 志麻（タサン しま、仏: Shima Tassin、1979年 - ）は、日本の家政婦・料理人。山口県長門市出身。

## 来歴
幼少期から料理に親しむ環境に育つ。山口県立大津高等学校（現在の山口県立大津緑洋高等学校）を卒業した。
1999年、大阪あべの・辻調理師専門学校及び辻調グループフランス校を卒業した。三つ星レストラン「ジョルジュ・ブラン」での修行を経て、帰国後は四谷の老舗フランス料理店やビストロで15年間料理人を務めた。
渡仏時に知り衝撃を受けたフランスの家庭料理と、「日本のフランス料理」との違和感から2015年に料理人としての仕事を辞め、家庭料理を学ぶべく再び渡仏することを決意するが、渡航資金を貯めるために勤めたアルバイト先の飲食店で15歳年下のフランス人男性と知り合い、結婚した。
妊娠を機に、自分のペースで働けるようにフリーランスの家政婦としての仕事を始める。料理人としての経験を生かし、依頼先の家庭の冷蔵庫にある食材で家族構成に合わせた1週間分のつくりおきを片付け込み3時間で仕上げる仕事ぶりが評価され、「予約が取れない伝説の家政婦」として評判を集める。
2017年2月に『沸騰ワード10』（日本テレビ系列）にて「伝説の家政婦・志麻さん」として出演し話題となり、2018年5月には『プロフェッショナル 仕事の流儀』（NHK総合）にも出演した。以後、家政婦としての仕事と並行して、数多くのレシピ本出版やメディア出演、料理イベントの講師、食品メーカーのレシピ監修などを行っている。
家族はフランス人の夫と2男1女。2021年には第13回ベストマザー賞（特別部門）を受賞した。2023年、地方の山あいに古民家を買い、フルリノベーションして暮らすために移住した。リフォームの様子は「自宅改装ドキュメント」として『沸騰ワード10』で放送される。

## 著書

### レシピ本
- 予約がとれない伝説の家政婦が教える魔法の作りおき（主婦と生活社、2017年）ISBN 4391640406
- 志麻さんのプレミアムな作りおき（ダイヤモンド社、2017年）ISBN 4478102465
- 沸騰ワード10×伝説の家政婦 シマさん 週末まとめて作りおき! 平日らくらくごはん（宝島社、2018年）ISBN 4800279453
- 志麻さんの何度でも食べたい極上レシピ（マガジンハウス、2018年）ISBN 4838729901
- 志麻さんの自宅レシピ（講談社、2018年）ISBN 4065125766
- 沸騰ワード10×伝説の家政婦 志麻さん ベストレシピ（宝島社、2019年）ISBN 480029309X
- 1分で決まる! 志麻さんの献立の作り方（マガジンハウス、2019年）ISBN 4838730446
- 志麻さんの気軽に作れる極上おやつ（マガジンハウス、2019年）ISBN 4838730772
- いつもの食材が三ツ星級のおいしさに 志麻さんのベストおかず（扶桑社、2020年）ISBN 4594615007
- 伝説の家政婦 志麻さんがうちに来た! ワーママでも簡単! 子どもが喜ぶおうちレシピ61（世界文化社、2020年）ISBN 4418203044
- ちょっとフレンチなおうち仕事（ワニブックス、2020年）ISBN 4847099206
- 志麻さん式定番家族ごはん（日経BP、2020年）ISBN 4296107720
- 志麻さんの台所ルール（河出書房新社、2020年）ISBN 4309288391
- 伝説の家政婦 沸騰ワード10レシピ（ワニブックス、2021年）ISBN 4847099893
- 志麻さんの魔法のソースレシピ（マガジンハウス、2021年）ISBN 4838731574
- 伝説の家政婦 沸騰ワード10レシピ2（ワニブックス、2022年）ISBN 4847071433
- 志麻さんのサクッと作れる極上おつまみ（マガジンハウス、2022年）ISBN 4838732023
- 伝説の家政婦 沸騰ワード10レシピ3（ワニブックス、2023年）ISBN 4847072693
- 志麻さんのおうちビストロ（毎日新聞出版、2023年）ISBN 4620327697
- 忙しい人こそ「煮込み料理」を！（文化出版局、2024年）ISBN 4579214552
- 志麻さんのレシピノート 何度でも作りたい、食べたいフランスの家庭料理（幻冬舎、2024年）ISBN 4344042476
- 菜箸でフレンチ 春夏秋冬のごちそうレシピ（マガジンハウス、2024年）ISBN 4838732694- 阿川佐和子と共著

### その他
- 厨房から台所へ 志麻さんの思い出レシピ31（ダイヤモンド社、2019年）ISBN 4478106460- エッセイ集付きレシピ集
- 志麻さんちのごはん（幻冬舎、2019年）ISBN 434403550X- レシピ日記
- この人と、一緒にいるって決めたなら（日経BP、2022年）ISBN 4296200305- 夫妻共著